# Darley Dale
Pour les articles homonymes, voir Darley.
Darley Dale, ou simplement Darley, est une ville du Derbyshire, Angleterre, d'une population d'environ 6 000 habitants. Elle se situe au Nord de Matlock, sur la rivière Derwent.

## Histoire
La ville doit sa croissance dans les XIXe et XXe siècles à l'industrie minière et de fonderie des environs, et sert aussi de ville-dortoir pour les ouvriers de Matlock. Entre Darley Dale et Matlock on mentionne la carrière Cawdor Quarry qui a fourni les pierres de Hyde Park Corner et des quais de la Tamise dans Londres.

## Personnalités liées à la ville
- Joseph Whitworth, inventeur du XIXe
- Joseph Paxton, architecte du XIXe
- Nigel Bond (1965-), joueur professionnel de snooker, y est né.

## Monuments et curiosités
- Église paroissiale du XIVe, avec un arbre qu'on estime vieux de 900 ans. Le transept sud est garni d'un vitrail en verre teinté d'une facture particulière réalisé par Burne-Jones et William Morris.
- Le chemin de fer Peak Rail qui court de Rowsley South à Matlock via Darley Dale.
- Festival des arts tous les deux ans, le Darley Dale Arts Festival, en juillet des années impaires.

## Jumelages
- Onzain, Loir-et-Cher